# Roses for the Dead
Roses for the Dead è un singolo dei Funeral for a Friend, pubblicato il 20 febbraio 2006 come quarta ed ultima canzone estratta dal fortunato album Hours, uscito nel 2005. Ha raggiunto la 39ª posizione nella Official Singles Chart. La canzone figura anche in Final Hours at Hammersmith (2006), nelle compilation Back to the Bus (2007) e Your History Is Mine: 2002-2009 (2009), in Casually Dressed & Deep in Conversation: Live and in Full at Shepherds Bush Empire (2012) e nel Live from the Roundhouse (2013).
Si tratta di una delle canzoni più famose della band, tanto da essere una presenza fissa nelle scalette di tutti i concerti sin dall'uscita di Hours.
Nel booklet di Hours, al termine del testo di questa canzone compare la dedica "Dedicated to the memory of Lianne Davies and Lloyd Bird, eternally loved and never forgotten".

## Video
Il video si sviluppa su due piani narrativi: la storia di un ragazzo (un fan dei Funeral for a Friend, come testimoniano i poster appesi nella sua camera e la scritta sul suo zaino) che decide di suicidarsi gettandosi da un palazzo, e quella della madre che pochi giorni dopo, folle per la disperazione, si mette a strappare ogni poster dalla camera del figlio e a gettare nella spazzatura tutte le cose che gli appartenevano. Le scene in cui compare la madre sono fisse nella camera del figlio, mentre il ragazzo viene inquadrato mentre compie un vero e proprio percorso in vari punti della città in cui vive (in una giornata dal cielo plumbeo tipicamente britannico e che si intona con il mood del video e del testo) e attraverso vari ricordi del passato, fino all'edificio in cui, salendo verso il punto più alto, è infine attratto dal vuoto.
La porta inquadrata ad inizio video è quella dell'edificio dove si consuma la tragedia, ed infatti si possono notare le rose bianche (che alludono del resto al titolo della canzone) ai piedi di essa, simbolo di purezza ed innocenza. Un'altra allusione alla morte che si ritrova prima che questa venga mostrata è quando il ragazzo passa davanti al cimitero della città. Tra i poster nella camera del ragazzo, spicca la presenza in ben 6 posti diversi della locandina promozionale per l'uscita di Hours, una concessione al marketing da parte della Atlantic Records.

## Tracce
Vinile grigio
1. Roses for the Dead – 4:07
2. 10:45 Amsterdam Conversations (Live at The Astoria 2003) – 4:11

Vinile rosso
1. Roses for the Dead – 4:07
2. Kiss and Makeup (All Bets Are Off) (Live at The Garage 2003) – 2:58

Vinile verde
1. Roses for the Dead – 4:07
2. This Year's Most Open Heartbreak (Live at Xfm Rock Show 2003) – 2:44

## Artwork
La copertina del singolo è interamente rossa, con il contorno di una rosa appena tratteggiato al centro della figura. Per le edizioni in vinile, sono state realizzate tre copertine identiche (una rosa stilizzata accanto a nome della band e titolo su sfondo bianco), ma con il colore della rosa diverso: rosso, grigio e verde. A ogni colore corrisponde un diverso lato B del vinile, con una canzone live differente.

## Formazione

### Band
- Matthew Davies-Kreye - voce
- Kris Coombs-Roberts - chitarra
- Darran Smith - chitarra
- Ryan Richards - batteria
- Gareth Davies - basso

### Altro personale
- Terry Date - produzione, registrazione e mixaggio
- Junichi "Jun" Murakawa - Assistente al mixaggio presso Bay 7
- Ted Jensen - Masterizzazione presso Sterling Sound (New York)